# Stazione meteorologica di Milazzo
La stazione meteorologica di Milazzo è la stazione meteorologica di riferimento relativa alla cittadina di Milazzo.

## Caratteristiche
La stazione meteorologica si trova nell'Italia insulare, in Sicilia, nel territorio del comune di Milazzo, a 2 metri s.l.m. e alle coordinate geografiche 38°14′34.35″N 15°14′31.44″E.

## Medie climatiche ufficiali

### Dati climatologici 1929-1941
In base alla media ventennale di riferimento (1929-1941), la temperatura media del mese più freddo, gennaio, si attesta a +11,5 °C; quella del mese più caldo, luglio, è di +26,2 °C.
| Milazzo (1929-1941) | Mesi | Mesi | Mesi | Mesi | Mesi | Mesi | Mesi | Mesi | Mesi | Mesi | Mesi | Mesi | Stagioni | Stagioni | Stagioni | Stagioni | Anno |
| Milazzo (1929-1941) | Gen  | Feb  | Mar  | Apr  | Mag  | Giu  | Lug  | Ago  | Set  | Ott  | Nov  | Dic  | Inv      | Pri      | Est      | Aut      | Anno |
| ------------------- | ---- | ---- | ---- | ---- | ---- | ---- | ---- | ---- | ---- | ---- | ---- | ---- | -------- | -------- | -------- | -------- | ---- |
| T. max. media (°C)  | 14,5 | 15,1 | 16,7 | 19,4 | 23,4 | 27,3 | 30,3 | 29,9 | 27,3 | 24,4 | 20,4 | 16,2 | 15,3     | 19,8     | 29,2     | 24,0     | 22,1 |
| T. min. media (°C)  | 8,4  | 8,3  | 9,5  | 11,7 | 15,3 | 18,7 | 22,0 | 22,2 | 19,4 | 16,8 | 13,2 | 9,9  | 8,9      | 12,2     | 21,0     | 16,5     | 14,6 |

## Valori estremi

### Temperature estreme mensili dal 1929 al 1941
Nella tabella sottostante sono riportate le temperature massime e minime assolute mensili, stagionali ed annuali dal 1929 al 1941, con il relativo anno in cui si queste si sono registrate. La massima assoluta del periodo esaminato di +40,3 °C risale all'agosto 1941, mentre la minima assoluta di 0,0 °C è del dicembre 1940.
| Milazzo (1929-1941)   | Mesi        | Mesi        | Mesi        | Mesi        | Mesi        | Mesi               | Mesi               | Mesi        | Mesi        | Mesi        | Mesi        | Mesi        | Stagioni | Stagioni | Stagioni | Stagioni | Anno |
| Milazzo (1929-1941)   | Gen         | Feb         | Mar         | Apr         | Mag         | Giu                | Lug                | Ago         | Set         | Ott         | Nov         | Dic         | Inv      | Pri      | Est      | Aut      | Anno |
| --------------------- | ----------- | ----------- | ----------- | ----------- | ----------- | ------------------ | ------------------ | ----------- | ----------- | ----------- | ----------- | ----------- | -------- | -------- | -------- | -------- | ---- |
| T. max. assoluta (°C) | 23,4 (1931) | 23,0 (1934) | 31,5 (1931) | 36,4 (1932) | 38,0 (1941) | 36,6 (1937)        | 40,0 (1931)        | 40,3 (1941) | 37,2 (1931) | 33,0 (1932) | 30,0 (1931) | 25,0 (1929) | 25,0     | 38,0     | 40,3     | 37,2     | 40,3 |
| T. min. assoluta (°C) | 3,0 (1938)  | 2,0 (1932)  | 3,1 (1939)  | 6,0 (1935)  | 9,4 (1932)  | 13,7 (1939 e 1940) | 16,5 (1933 e 1940) | 14,0 (1936) | 9,2 (1936)  | 5,8 (1936)  | 8,0 (1931)  | 0,0 (1940)  | 0,0      | 3,1      | 13,7     | 5,8      | 0,0  |